# ボー・ブラメルズ
ボー・ブラメルズ（Beau Brummels）はアメリカのロックバンド。 

## 概要
1964年にサンフランシスコで結成されたバンドのオリジナル・ラインナップには、サル・ヴァレンチノ(リード・ボーカル)、ロン・エリオット(リード・ギター)、ロン・ミーガー(ベース・ギター)、デクラン・マリガン(リズム・ギター、ベース、ハーモニカ)、ジョン・ピーターセン(ドラム) が含まれていた。 彼らは、シルベスター・スチュワート（後にスライ・ストーンとして知られる）がグループの初期のレコーディング・セッションをプロデュースした新しいレーベル、オータム・レコーズと契約しようとしていた地元のディスク・ジョッキーによって発見された。当初、バンドの音楽スタイルはビート・ミュージックとフォーク・ミュージックをブレンドしたもので、通常はビートルズと比較されていたが、後の作品ではサイケデリック・ロックやカントリー・ロックなどの他の音楽ジャンルが組み込まれていた。
ボー・ブラメルズは、デビュー・シングル「Laugh, Laugh」でメインストリームに登場し、後にザ・シャーラタンズなどの他のバンドと共に、サンフランシスコ・サウンドの美的基盤の1つを確立したと評価されている。この曲は、「ロックンロールを形作った500曲」のロックの殿堂リストに含まれている。バンドの人気はその後のアルバム、1965年の『Introducing The Beau Brummels』とトップ10のシングル 「Just a Little」 で続いた。グループの商業的成功は翌年までに低下し、その時点で財政的に苦戦していたオータム・レーベルはワーナー・ブラザースに買収された。カバー曲のアルバム『66 Beau Brummels』をレコーディングした後、バンドは1967年の『Triangle』と1968年の『Bradley's Barn』という2枚のアルバムをリリースし、高い評価を得た。
バンドは1965年のマリガンの脱退を皮切りに、何度かメンバーチェンジを行った。ギタリストのドン・アーヴィングは、エリオットが糖尿病に起因する発作に苦しみ始め、バンドと一緒にツアーできなくなった1965年後半にバンドに参加した。 『Beau Brummels '66』のリリース直後、アーヴィングは軍に就任したときにグループを去った。ピーターセンはハーパーズ・ビザールに参加するために脱退し、トライアングルのレコーディングのためにボー・ブラメルズをトリオに減らした。ミーガーは1968年に徴兵され、バレンチノとエリオットだけがバンドメンバーとして残った。デュオは、著名なナッシュビルのセッション ミュージシャンと協力して『Bradley's Barn』を録音した後、1969年に別れ、ソロの素材に専念し、他のアーティストのプロジェクトに参加した。
1969年にワーナー・ブラザーズのためにソロ・シングルをレコーディングした後、ヴァレンティノは、1970年代初頭にヒッピーコミューンであるホッグファームに関連する新しいバンドStoneground を結成した。 バンドは3枚のアルバムをリリースした後、1973年に解散した。  1968年にヴァン・ダイク・パークスのデビュー・アルバム『ソング・サイクル』でギターを弾き、エヴァリー・ブラザーズのアルバム『ルーツ』を編曲したエリオットは、1970年にソロ・アルバム『キャンドルスティックメーカー』をリリースした 。1970年代初頭、エリオットはレヴィット&マクルーアとパンのアルバムをプロデュースし、ヴァン・モリソン、ランディ・ニューマン、リトル・フィートのアルバムで演奏した。  一方、マリガンとマーガーはブラック・ベルベット・バンドのメンバーであった。  1969年、ピーターセンはハーパース・ビザールのテッド・テンプルマンの妹であるロバータ・テンプルマンと結婚した。 ピーターセンは、1970 年代初頭にバンドが解散するまで、ハーパース・ビザールに留まった。 
1974年2月、 Billboard誌は、ボー・ブラメルズがサンフランシスコで再結成を行ったと報じた。 バンドはツアーを再開し、カリフォルニア州サクラメント近くのフェア・オークス・ビレッジで録音された1974年のパフォーマンスが2000年にLive!としてリリースされた。  1975年4月、バンドはセルフタイトルのスタジオ・アルバムをリリースし、ビルボード200 アルバム・チャートで180位に達した。 バンドの以前のシングルの1つである1965年の「You Tell Me Why」は、アルバム用に再録音された。 
バンドはアルバムのリリース直後に再度解散したが、ボー・ブラメルズは、1970年代後半から1990年代半ばにかけて、ザ・スミザリーンズとのショーを含め、さまざまな形で活動を続け、サイケデリックな時代の「スーパーグループ」ダイナソーズと一緒に出演することがよくあった。 バンドはベイポップ2000フェスティバルや2002年のサマー・オブ・ラブ・フェスティバルなどのショーにも出演し、どちらもサンフランシスコで開催された。 2006年、ヴァレンティノは50年のキャリアの最初のソロ・アルバムである『Dreamin' Man』をリリースした。 別のアルバム、『Come Out Tonight』がその年の後半に続き、3枚目のソロ アルバム『Every Now and Then』が2008年にリリースされた。ジョン・ピーターセンは、2007年11月11日に心臓発作で亡くなった。 
残りの元のバンド・メンバーは、2013年3月にBay Sound Recordsでリリースされたスタジオ アルバム『Continuum』をレコーディングするために再会した。このアルバムには、1965年にピーターセンによって録音されたドラム・トラックが含まれており、エリオットによって書かれた15曲が含まれている。 

## バンドメンバー

### オリジナルラインナップ
- サル・ヴァレンティノ — リードボーカル、タンバリン(1964–1969, 1974–1975)
- ロン・エリオット— リード・ギター、バッキング・ボーカル、時々リード (1964–1969, 1974–1975)
- ロン・ミーガー — ベース、バッキング・ボーカル、時々リード (1964–1967, 1974)
- デクラン・マリガン— リズム・ギター、ハーモニカ、バッキング・ボーカル、時々リード (1964–1965, 1974–1975; 2021年死去)
- ジョン・ピーターセン— ドラム、時折リードボーカル (1964–1966、1974–1975; 2007年死亡)

### その後のメンバー
- ドン・アーヴィング— ギター、バッキング・ボーカル (1965–1966)
- ダン・レヴィット —バンジョー、ギター (1974–1975)
- ピーター・テップ — ドラム (1975 年のツアーを完了)

### タイムライン
- 注: Beau Brummels は 1969 年から 1974 年の間活動していませんでした。

## ディスコグラフィー
- 1965年: Introducing the Beau Brummels
- 1965年: Beau Brummells, Volume 2
- 1966年: Beau Brummells '66
- 1967年: Triangle
- 1968年: Bradley's Barn
- 1975年: The Beau Brummells
- 2013年: Continuum